# Valérie Nicolas
Valérie Nicolas (Lampaul-Guimiliau, 12 de marzo de 1975) es una exjugadora de balonmano francesa, campeona del mundo y miembro del Salón de la Fama.

## Trayectoria
Valérie Nicolas comenzó su carrera profesional en el club USM Gagny (dónde eligió la portería cuando ya contaba con 19 años) y luego jugó para ES Besançon desde 1995 hasta 2003, donde ganó el Campeonato Francés en 1998 y 2001, así como la Copa de Francia en 2001 y 2002. Durante su tiempo en Besançon, también triunfó en la Recopa de Europa en 2003. Sin duda, la temporada del 2002–03 fue la mejor del club francés, ya que consiguió un triplete, siendo campeona de Liga, de la Copa de Francia y la Copa de la Liga.
Se trasladó a Dinamarca para jugar con Viborg HK, con quienes obtuvo dos Ligas Danesas (en 2004 y 2006) además de otras tantas Copas de Dinamarca, la Copa EHF del 2004 y consiguió la EHF Champions League, en 2006. 
Tras una temporada en el equipo danés de Herning-Ikast Håndbold (donde coincidió con Gro Hammerseng y Katja Nyberg), rompió su contrato para regresar a Francia para preparar su cambio de carrera y jugar con el club ASPTT Nice de la cuarta división francesa, hasta su retirada, en 2012. Con el club francés consiguió cuatro ascensos consecutivos hasta llegar a la primera división francesa.

### Clubes[6]
- 1993–95:  USM Gagny
- 1995–03:  ES Besançon
- 2003–07:  Viborg HK
- 2007–08:  Herning-Ikast Håndbold
- 2008–12:  ASPTT Nice

### Selección
En la selección nacional de Francia, Nicolas hizo su debut en junio de 1995 ante la selección canadiense y jugó hasta 2008. Alcanzó el éxito máximo al ganar el Campeonato Mundial en 2003, donde fue nombrada MVP y Mejor Portera. Además, consiguió una medalla de plata en el Mundial de 1999 (tras perder la final ante Noruega, tras dos prórrogas) y dos medallas de bronce en los Campeonatos Europeos en los años 2002 y 2006. En otros campeonatos mundiales y europeos, logró un quinto lugar en varias ocasiones y un duodécimo lugar en el Mundial de 2005 en Rusia. Su habilidad fue reconocida nuevamente en 2007 cuando fue seleccionada para el Equipo All-Star en el Campeonato Mundial celebrado en Francia.
Participó con el combinado galo en tres Juegos Olímpicos (2000, 2004 y 2008)y obtuvo otros tantos diplomas olímpicos, siendo en el celebrado en Atenas, en 2004, donde consiguió la mejor posición, un cuarto lugarpero, además, sufrió una lesión bastante importante que la mantuvo alejada de los terrenos de juego (sufrió una fractura de nariz y una rotura del ligamento cruzado anterior de la rodilla izquierda).

## Títulos y galardones

### Selecciones
- 1 x  Medalla de Oro en el Campeonato del Mundo (2003)[11]
- 1 x  Medalla de Plata en el Campeonato del Mundo (1999)[12]
- 2 x  Medalla de Bronce en el Campeonato de Europa (2002, 2006)
- 2 x  Medalla de Oro en los Juegos Mediterráneos (1997, 2001)

### Clubes
- 1 x EHF Champions League (2006)
- 1 x EHF Cup (2004)
- 1 x Supercopa de Europa (2006)
- 1 x Recopa de Europa (2003)
- 3 x Liga Francesa (1998, 2001, 2003)
- 3 x Copa de Francia (2001, 2002, 2003)
- 1 x Copa de la Liga de Francia (2003)
- 2 x Liga Danesa (2004, 2006)
- 2 x Copa Danesa (2005, 2007[13])

### Galardones individuales
- Miembro del Salón de la Fama de la EHF[1](2023)
- MVP del Campeonato del Mundo de 2003.[11]
- Siete ideal del Campeonato del Mundo de 2007.[14]

## Entrenadora
Valerie Nicolàs es la entrenadora de la selección francesa de Balonmano Playa y fue una de las personas que alzó la voz por la polémica de la obligación de usar bikinis en el balonmano playa de mujeres.

## Vida
En 2012 se le ofreció jugar con la Selección de Montenegro para los Juegos Olímpicos de Londres, pero rechazó la propuesta. Fue comentarista deportiva en los Juegos Olímpicos de 2008, 2016 y 2021

## En internet
- Instagram